# Oberea grossepunctata
Oberea grossepunctata är en skalbaggsart som beskrevs av Stefan von Breuning 1947. Oberea grossepunctata ingår i släktet Oberea och familjen långhorningar. Inga underarter finns listade i Catalogue of Life.